# Consumed
«Consumida» —título original en inglés: «Consumed»— es el sexto episodio de la quinta temporada de la serie de televisión The Walking Dead. Se estrenó el 16 de noviembre de 2014. Fue dirigido por Seith Mann y el guion estuvo a cargo de Matt Negrete. Se estrenó el 17 de noviembre de 2014 en la cadena Fox de España e Hispanoamérica.
El episodio se centra principalmente en Carol Peletier (Melissa McBride) mientras acompaña a Daryl Dixon (Norman Reedus) en la búsqueda de Beth Greene (Emily Kinney ). Varios flashbacks en el episodio exploran las diferentes etapas de la vida de Carol, como su misión de rescate para salvar al grupo y varias tragedias de las que intenta recuperarse, incluidas las muertes de sus hijas sustitutas, Lizzie Samuels y su hermana, Mika, así como el efecto duradero de su exilio. El título del episodio se refiere a que Carol le explicó a Daryl sobre los eventos en su vida y cómo ella ha cambiado, diciendo que "todo ahora solo te consume".
Toca temas tales como abuso doméstico, muerte, cambio y esperanza prevalecen en todo "Consumido". El episodio transmite de manera prominente el abuso de fondo que comparten ambos personajes, que los episodios pasados indicaron fue la base de su vínculo íntimo. También arroja luz sobre sus transformaciones en el apocalipsis y cómo se adaptaron como resultado. A través de esto,también prevalece dentro del episodio y se usa exactamente 10 veces de diversas maneras para mostrar los cambios de Carol, en particular, cambiando como resultado de varios eventos.
El episodio proporciona una explicación a varios suspenso en los episodios precedentes con la narrativa no lineal muy utilizada. Esto incluye la revelación de cómo Carol terminó en Hospital Grady Memorial desde el cliffhanger en "Slabtown" y la persona misteriosa en el bosque con Daryl al final de "Four Walls and a Roof" se revela que es Noah.

## Trama
Un flashback muestra a Carol Peletier (Melissa McBride) y su vida después de que ella fuera exiliada por Rick Grimes (Andrew Lincoln). Una mañana, en su refugio, nota el humo que se eleva en la distancia y va a investigar, solo para encontrar la prisión en llamas a raíz de El ataque del Gobernador.

En el presente, Carol y Daryl Dixon (Norman Reedus) siguen el auto con la cruz blanca. Carol sugiere dejar el automóvil fuera de la carretera ya que tienen poco combustible, pero Daryl veta el plan, esperando que el automóvil los conduzca a la base de sus ocupantes. Ellos rastrean el auto hasta las ruinas de Atlanta y descubren que está ocupado por policías. Sin embargo, su automóvil se queda sin gasolina, y el ruido del motor atrae a los caminantes. Carol y Daryl abandonan el automóvil y pasan la noche en un refugio para mujeres maltratadas, en donde Carol anteriormente estuvo con Sophia, Tras instalarse en el lugar, ellos escuchan sonidos en el pasillo y van a revisar, descubriendo a una zombificada madre y su hija también zombificada golpeando la puerta, Carol se mueve como para aniquilarlas pero Daryl la detiene y carga con esa responsabilidad.
A la mañana siguiente, Carol despierta y encuentra a Daryl transportando los cadáveres de la madre e hija hasta una fogata. Ella se une a él y le agradece el gesto. En un flashback, Carol cava las tumbas para Lizzie y Mika mientras Tyreese trae uno de los cuerpos y lo deposita junto a la mujer. Carol mira en la distancia y ve la cortina de humo blanco consumirse lentamente. En el presente Carol y Daryl buscan un edificio adecuado desde el cual explorar el área, encuentran un alto edificio de oficinas conectado a un estacionamiento a través de un puente aéreo y deciden entrar allí. Mientras se mueven por el garaje, no están conscientes de que alguien los está siguiendo. Al entrar en el puente, los dos se encuentran con los restos de un campamento de sobrevivientes, con numerosos caminantes atrapados en sacos de dormir y carpas. Después de matar a los caminantes en los sacos de dormir, ingresan a una oficina, y Daryl ve una camioneta con cruces blancas colgando sobre el borde de un paso elevado. La pareja decide investigar pero es emboscada por Noah (Tyler James Williams) cuando intentan irse. Sin otra opción, Carol y Daryl le dan su rifle de asalto y su ballesta. Noah se disculpa y abre las tiendas para liberar a los caminantes atrapados, con el fin de distraer a la pareja mientras escapa. Matan a los caminantes y Carol apunta con su revólver a Noah que huye, pero Daryl la detiene. Ambos salen de un edificio pero son abrumados por una horda caminante en la carretera. En otro flashback, Carol quema los cuerpos de Karen y David en la prisión justo después de haberlos asesinado. En el presente llegan a la camioneta pero atraen a un gran grupo de caminantes. Buscan pistas en la furgoneta, encuentran una camilla del Hospital Grady Memorial y deducen que Beth Greene (Emily Kinney) han sido llevada allí. Ahora, atrapados por los caminantes, van al frente de la furgoneta y usan su peso para empujarlo por el borde del paso elevado y hacia el suelo. Los cinturones de seguridad y los airbags les permiten sobrevivir a la caída, a consecuencia de esto Carol sufre una lesión en el hombro.
La pareja decide inspeccionar el hospital desde un edificio prominente que domina la zona, y encontrar un caminante inmovilizado por una de las ballestas de Daryl, lo que significa que Noah está cerca. Se adentran más en el edificio y oyen a Noah usando el rifle. Lo encuentran intentando mover una estantería grande. Daryl lo ataca por la espalda, tomando las armas y dejándolo atrapado. Un caminante entra a la habitación y Daryl finge querer dejar a Noah para ser comido para que Carol tome la decisión de salvar a Noah y reconoce que hay personas que vale la pena salvar. Noah les dice que necesitaba sus armas para atacar el hospital y rescatar a Beth. Al darse cuenta de que Noah sabe dónde está Beth Carol y Daryl acuerdan ayudarlo, pero Noah les advierte que la policía probablemente haya escuchado los disparos y que vaya a investigar pronto. Mientras intentan escapar, Noah se queda atrás, y Daryl se detiene para ayudarlo. Carol se adelanta y es atropellada por un automóvil policial. Noah evita que Daryl interfiera, diciendo que el hospital tiene los recursos para tratar las lesiones de Carol, y la ven sin poder hacer nada mientras se la llevan. Noah le dice que el hospital será difícil de infiltrar. Juntos, se apoderan de un camión y escapan de Atlanta para obtener la ayuda de Rick y el resto del grupo.

## Producción
El episodio se centra en el viaje de Daryl y Carol a Atlanta para rescatar a Beth (Emily Kinney no aparece en el episodio), por lo que Chandler Riggs, Danai Gurira, Steven Yeun, Lauren Cohan, Michael Cudlitz, Josh McDermitt, Alanna Masterson, Christian Serratos, Sonequa Martin-Green y Seth Gilliam no aparecen, pero igual son acreditados. Andrew Lincoln y Chad Coleman solo aparecen en flashbacks, no tienen tiempo real en el episodio.

## Recepción

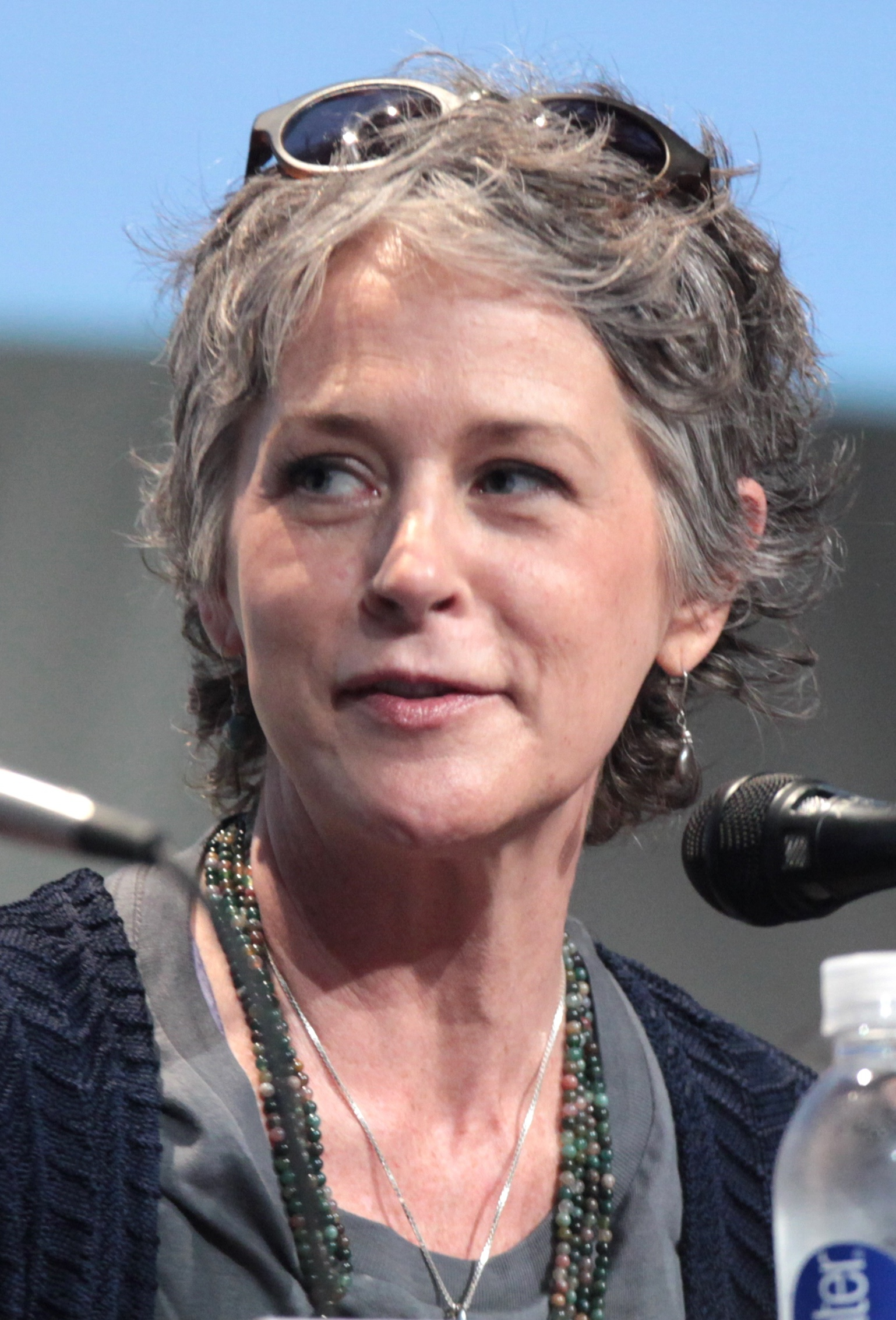
La actuación de Melissa McBride fue particularmente elogiada por los comentaristas de televisión.

Al aire, el episodio fue visto por 14,07 millones de televidentes estadounidenses con una calificación de entre 18 y 49 de 7.3, un aumento en la audiencia de la semana anterior que tuvo 13.53 millones de espectadores y una calificación de 18-49 de 6.9.
En el Reino Unido, el episodio fue visto por 1.136 millones de espectadores, por lo que es la transmisión de mayor audiencia de esa semana. También recibió 0.070 millones de visualizadores a cambio de hora. In Australia, it received 0.090 million viewers, making it the highest-rated cable broadcast that day.
El episodio recibió críticas positivas por parte de críticos de televisión.
Zack Handlen de The A.V. Club le dio al episodio un grado A. Él elogió la representación de Melissa McBride de Carol Peletier, diciendo, "McBride es especialmente grandiosa, mientras que la evolución de su personaje se produjo de manera intermitente, la actriz logra reunir todo eso en una forma consistente, e infinitamente fascinante, persona ". También elogió la escena de los cuerpos en llamas en el episodio, diciendo:
""Esta es una gran parte de la razón por The Walking Dead ha llegado a ser tan buena esta temporada: Los autores han encontrado una manera de explotar trasfondo e historia en, formas inquietantes convincentes La amenaza constante de la muerte mantiene momentos como Carol y de Daryl encuentro. con la pareja de zombis madre e hija (en otro toque hermoso, Daryl se ocupa de la pareja mientras Carol está durmiendo, Carol y Daryl hablan un poco a través de este episodio, pero al verlo quemar esos cuerpos envueltos en mantas dice más sobre su amistad más que cualquier palabra) de liberarse completamente del estrés, pero la verdadera crisis se trata de tratar de avanzar a través de un entorno que parece exigir que seas irreflexivamente despiadado. Todo el mundo ha sido lanzado una y otra vez a situaciones donde el único camino es sacrificar una pequeña parte de tu humanidad, y sin embargo, esas partes nunca desaparecen realmente. Y cada caminante es un recordatorio de lo que sucede cuando no te queda humanidad ".
Matt Fowler de IGN lo calificó con un 8.8 de 10 y dijo: "Para una aventura Carol / Daryl tenaz,"Consumed" triunfó tanto en el paisaje como en el tono, aunque se vio un poco obstaculizado por nosotros al saber que nada de todo eso Lo que iba a suceder era, en esencia, la pieza final del rompecabezas que encajaría después de los episodios tres y cuatro. En su mayor parte fue silencioso, pero gratificante, no obstante. "
Rebecca Hawkes de  The Daily Telegraph  le dio al episodio 5 estrellas y escribió que  mientras Consumed no era un episodio grande en ningún sentido, posiblemente fue uno de los más impresionantes de esta temporada: un reflejo, bastante melancólica de dos manos que mostró a sus actores en su mejor momento ". En particular, alabó la actuación de Melissa McBride, a quien dijo que estaba "en una liga propia, capaz de dominar silenciosamente cada escena en la que se encuentra".

## Audiencia
El episodio tuvo un total de 14,07 millones de espectadores en su estreno oficial.